# Richmond Landon
Pour les articles homonymes, voir Landon.

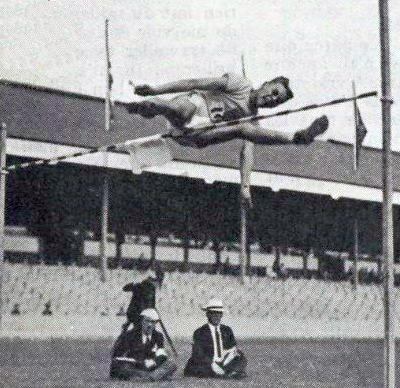
Richmond Landon, vainqueur du saut en hauteur aux JO de 1920.

Richmond Wilcox Landon, surnommé Dick Landon (né le 20 novembre 1898 et décédé le 13 juin 1971) est un athlète américain spécialisé dans le saut en hauteur. Étudiant à Yale, il représente les États-Unis lors des Jeux olympiques de 1920, au début prévus à Berlin, qui ont finalement lieu à Anvers, en Belgique, en signe d'entraide pour ce pays qui a énormément souffert de la Première Guerre mondiale. Il y remporte la médaille d'or devant son compatriote et concurrent national, Harold Muller. Il rencontre également sa femme pendant les Jeux, Alice Lord,, une sportive spécialisée en plongée, qu'il épousera en 1922.

## Palmarès
- Championnats Nationaux Intercollèges[5] : 
  - 1er au saut en hauteur en 1919 à Cambridge (1,88 m)
  - 1er au saut en hauteur en 1920 à Philadelphie (1,93 m)
  - 1er ex æquo avec Harold Muller au saut en hauteur à Cambridge en 1921 (1,92 m)

- Championnats AAU[2]
  - 2e en 1920 au saut en hauteur derrière John Murphy
  - 1er en 1921 en championnats en salle au saut en hauteur

- Jeux olympiques d'été 1920 à Anvers (Belgique) :
  -  Médaille d'or et nouveau record olympique au saut en hauteur avec 1,935 m[6],[7]

## Records personnels
Ses records personnels sont :
- Il réalisa sa meilleure hauteur lors du meeting universitaire de 1921 opposant Harvard et Yale à Oxford et Cambridge, en réalisant un saut de 1,98 m.
- Son record en salle est de 1,96 m, record réalisé en 1923 lors des Millrose Games et qui fut le nouveau record du monde en salle qu'il partagea avec Leroy Brown.